# Ventenatinae
Ventenatinae Holub ex L.J.Gillespie, Cabi & Soreng, 2017 è una sottotribù di piante angiosperme monocotiledoni appartenente alla famiglia delle Poacee (o Gramineae, nom. cons.), sottofamiglia Pooideae, tribù Poeae..

## Etimologia
Il nome della sottotribù deriva dal suo genere tipo Ventenata Koeler, 1802 il cui nome è stato dato in onore del botanico francese Étienne Pierre Ventenat (1757–1808).
Il nome scientifico della sottotribù è stato definito inizialmente dal botanico ceco Josef Ludwig Holub (1930 - 1999) nel 1958, perfezionato successivamente dai botanici contemporanei L.J.Gillespie, Cabi & Soreng nel 2017.

## Descrizione

### Portamento

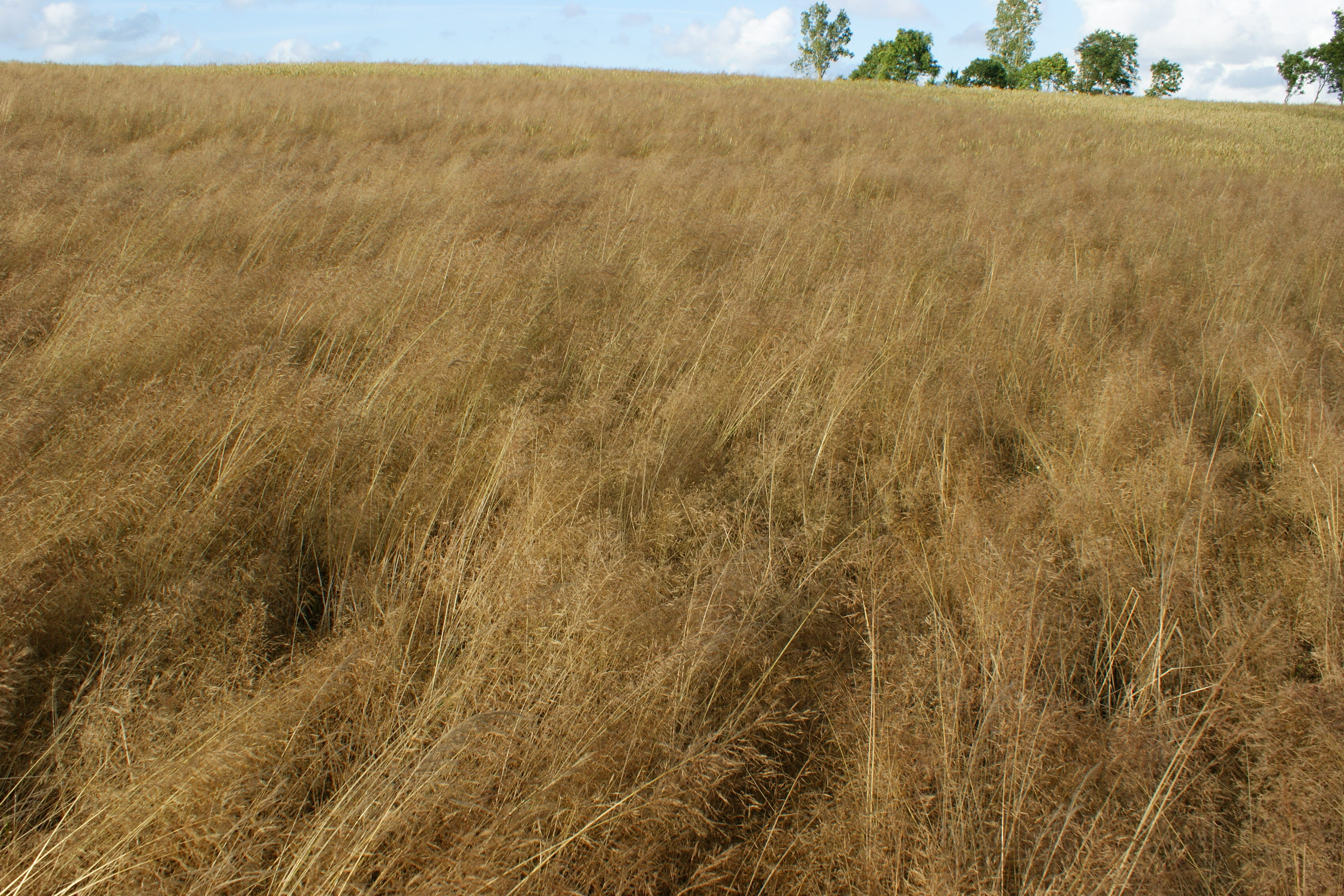
Il portamento
Apera spica-venti

Il portamento delle specie di questo gruppo in genere è cespuglioso con forme biologiche tipo emicriptofita cespitosa (H caesp) e cicli biologici annuali (perenni in Bellardiochloa). I culmi sono cavi a sezione più o meno rotonda. In queste piante non sono presenti i micropeli.

### Foglie

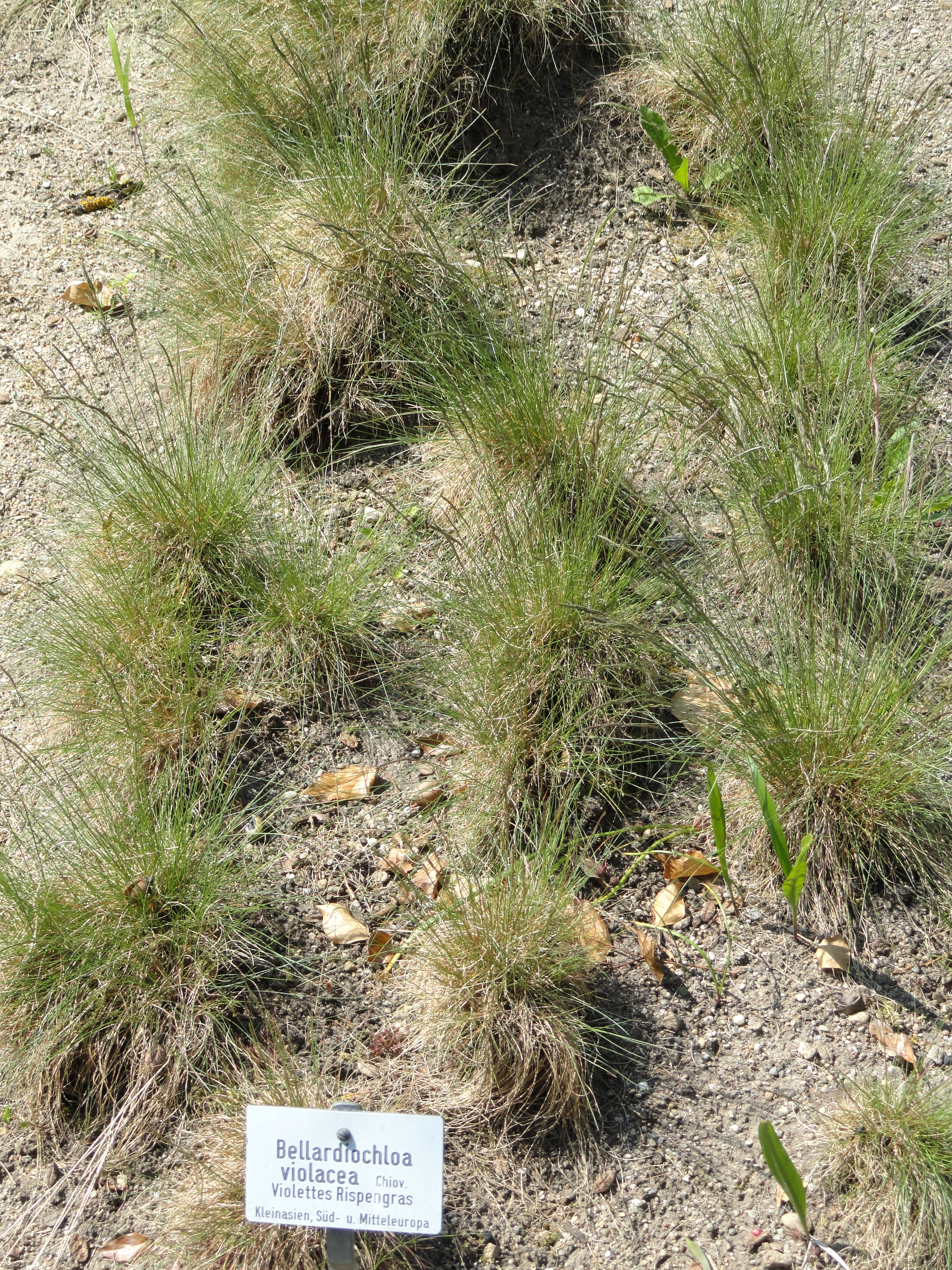
Le foglie
Bellardiochloa violacea

Le foglie lungo il culmo sono disposte in modo alterno, sono distiche e si originano dai vari nodi. Sono composte da una guaina, una ligula e una lamina. Le venature sono parallelinervie. Non sono presenti i pseudopiccioli e, nell'epidermide delle foglia, le papille.
- Guaina: la guaina è abbracciante il fusto e in genere è priva di auricole; i margini sono fusi per 1 - 4 mm verso la base.
- Ligula: la ligula è membranosa, a volte é cigliata e con apici lacerati. Lunghezza: 2 - 7 mm.
- Lamina: la lamina ha delle forme generalmente lineari e piatte con superficie scabra o scabra-ispida; spesso le foglie si intrecciano; adassialmente sono presenti delle venature longitudinali.

### Infiorescenza

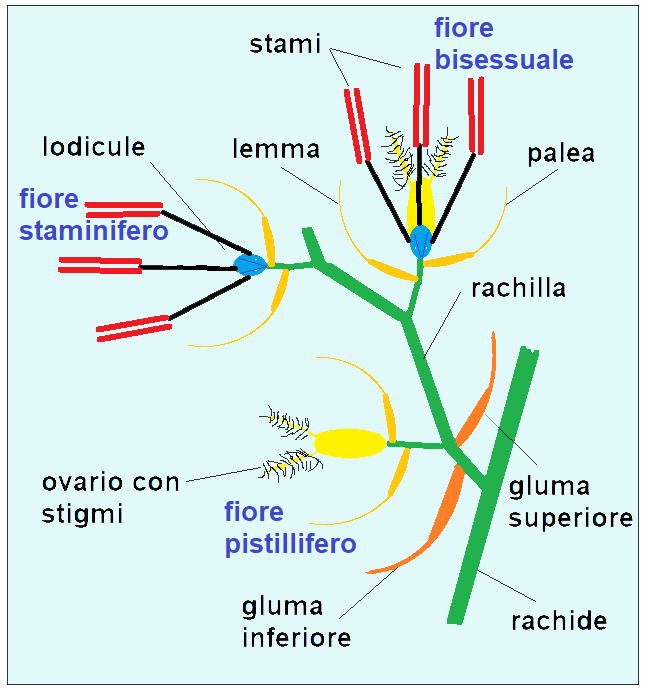
Spighetta generica con tre fiori diversi

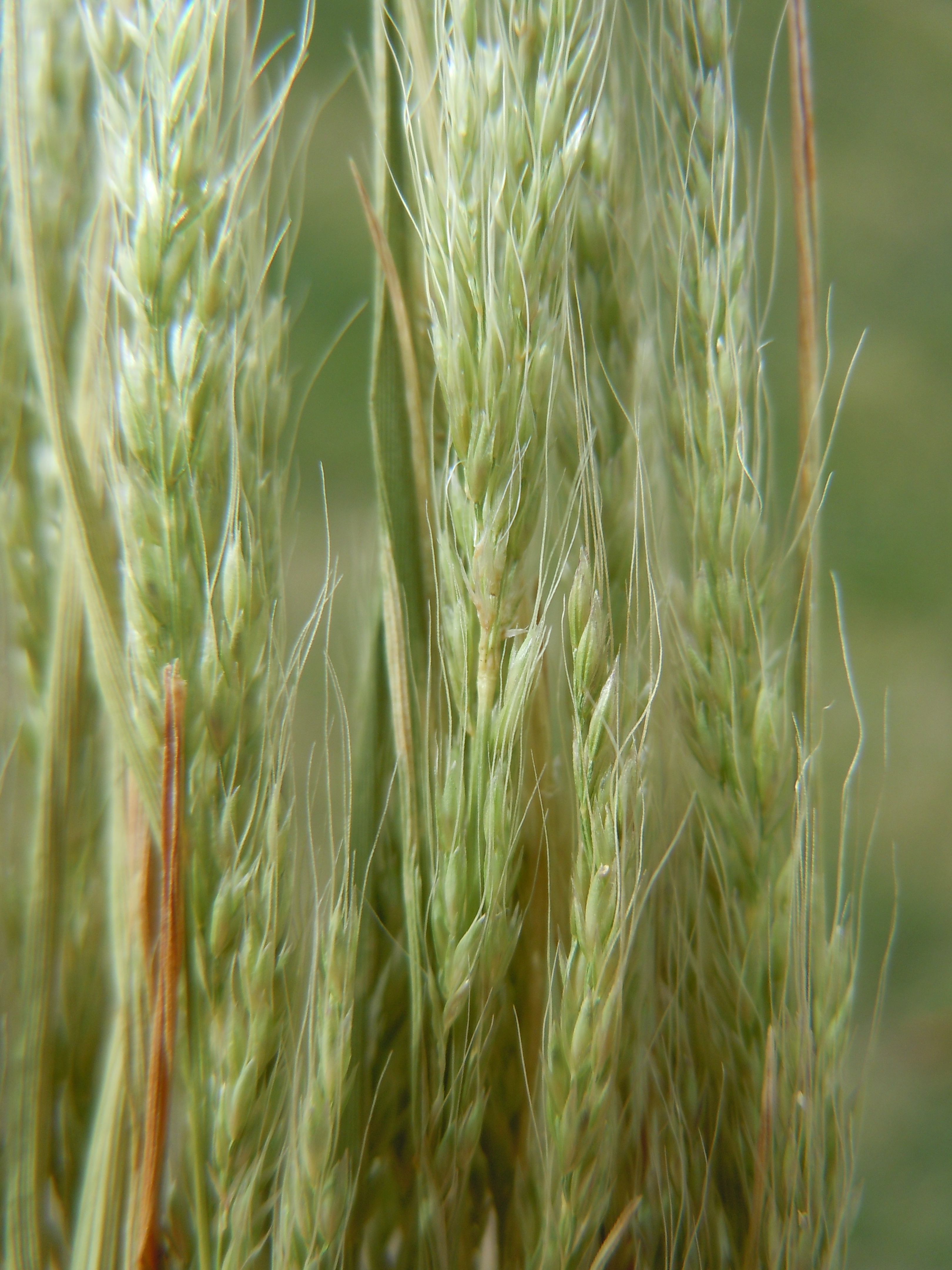
Infiorescenza
Apera interrupta

- Infiorescenza principale (sinfiorescenza o semplicemente spiga): le infiorescenze sono formate da alcune spighette ed hanno la forma di una pannocchia scomposta (in Gaudiniopsis è un racemo). La fillotassi dell'inflorescenza inizialmente è a due livelli, anche se le successive ramificazioni la fa apparire a spirale.
- Infiorescenza secondaria (o spighetta): le spighette, compresse lateralmente, sottese da due brattee distiche e strettamente sovrapposte chiamate glume (inferiore e superiore), sono formate da 1 - 10 fiori. Possono essere presenti dei fiori sterili; in questo caso sono in posizione distale rispetto a quelli fertili. Alla base di ogni fiore sono presenti due brattee: la palea e il lemma. La disarticolazione delle spighette avviene sopra le glume e tra i fiori (raramente anche sotto in Ventenata). L'estensione della rachilla è presente; negli internodi della rachilla di Nephelochloa sono presenti dei peli..

- Glume: le glume sono più lunghe (o più corte) del fiore basale; hanno da una a nove venature; gli apici sono acuti.
- Palea: la palea è un profillo con due venature; può essere cigliata.
- Lemma: il lemma, con forme da lanceolate a oblanceolate, a volte è pubescente; ha 5 venature ed è bidentato (gli apici sono acuti). Lunghezza: 2 - 15 mm.

### Fiori

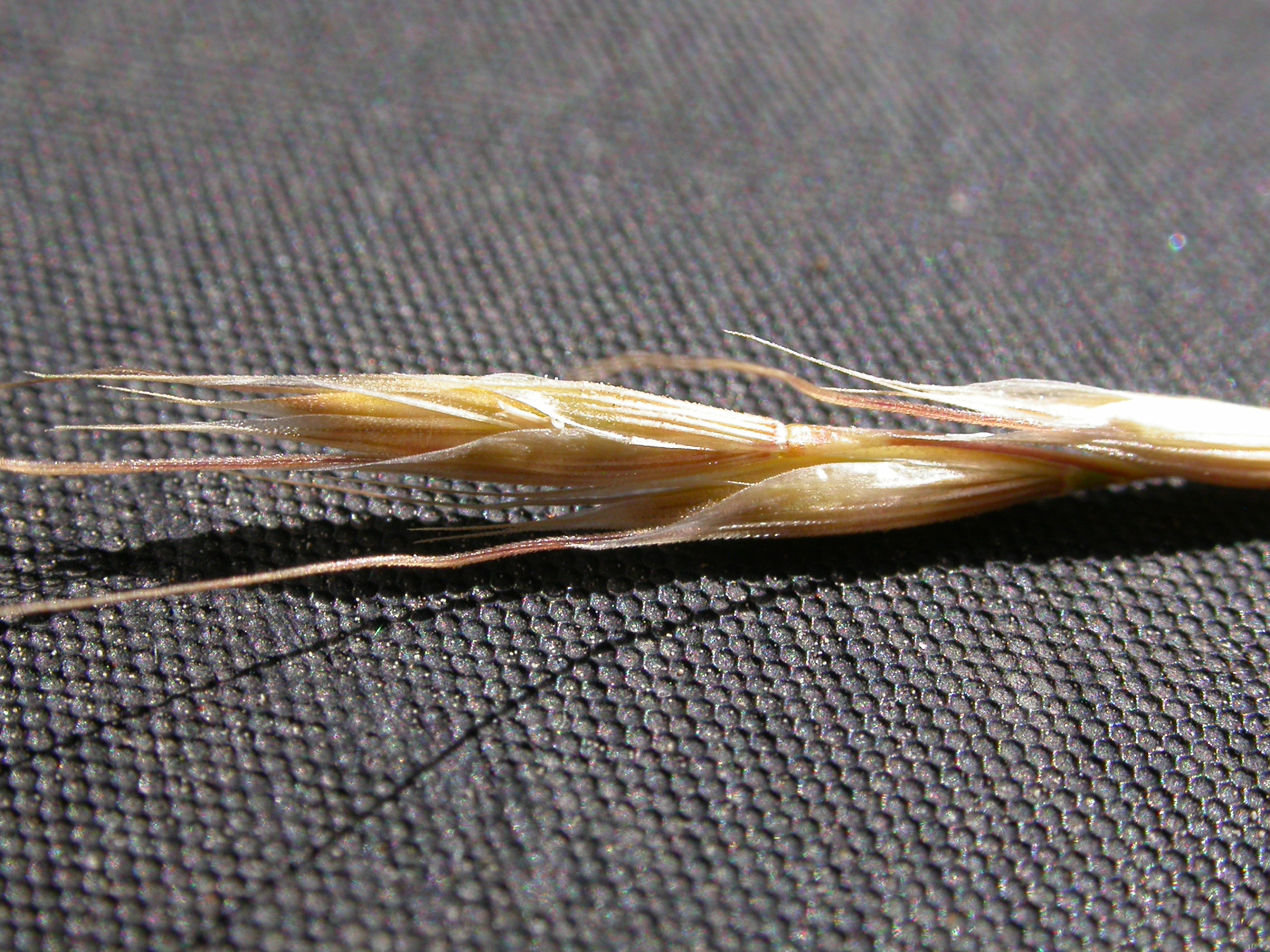
I fiori
Ventenata dubia

I fiori fertili sono attinomorfi formati da 3 verticilli: perianzio ridotto, androceo  e gineceo.
- Formula fiorale:[5]

*, P 2, A (1-)3(-6), G (2–3) supero, cariosside.
- Il perianzio è ridotto e formato da due lodicule, delle squame traslucide, poco visibili (forse relitto di un verticillo di 3 sepali). Le lodicule sono membranose e non vascolarizzate. In Nephelochloa le lodicule sono fuse alla base.

- L'androceo è composto da 3 stami (in Nephelochloa gli stami sono due) ognuno con un breve filamento libero, una antera sagittata e due teche. Le antere sono basifisse con deiscenza laterale. Il polline è monoporato.

- Il gineceo è composto da 3-(2) carpelli connati formanti un ovario supero. L'ovario, glabro, ha un solo loculo con un solo ovulo subapicale (o quasi basale). L'ovulo è anfitropo e semianatropo e tenuinucellato o crassinucellato. Lo stilo, breve, è unico con due stigmi papillosi e distinti.

### Frutti
I frutti sono del tipo cariosside, ossia sono dei piccoli chicchi indeiscenti, con forme ovoidali, nei quali il pericarpo è formato da una sottile parete che circonda il singolo seme. In particolare il pericarpo è fuso al seme ed è aderente. L'endocarpo non è indurito e l'ilo è puntiforme. L'embrione è piccolo e provvisto di epiblasto ha un solo cotiledone altamente modificato (scutello senza fessura) in posizione laterale. I margini embrionali della foglia non si sovrappongono.

## Biologia
Come gran parte delle Poaceae, le specie di questo genere si riproducono per impollinazione anemogama. Gli stigmi più o meno piumosi sono una caratteristica importante per catturare meglio il polline aereo. 
La dispersione dei semi avviene inizialmente a opera del vento (dispersione anemocora) e una volta giunti a terra grazie all'azione di insetti come le formiche (mirmecoria).

## Distribuzione
Le specie di questo gruppo sono presenti in Eurasia nord-temperata e Sud America.

## Tassonomia
La famiglia delle Poacee comprende circa 800 generi e oltre 9.000 specie. È una delle famiglie più numerose e più importanti del gruppo delle monocotiledoni. La famiglia è suddivisa in 12 sottofamiglie, la sottotribù Ventenatinae fa parte della sottofamiglia Pooideae, tribù Poeae.

### Generi
La sottotribù comprende i seguenti  generi:
- Apera Adans.
- Bellardiochloa Chiov.
- Nephelochloa Boiss.
- Parvotrisetum Chrtek
- Ventenata Koeler

### Filogenesi
La sottotribù Ventenatinae fa parte della tribù Poeae R.Br., 1814 (quest'ultima è compresa nella supertribù Poodae L. Liu, 1980). La tribù Poeae (formata da diverse sottotribù suddivise in alcune supersottotribù) è l'ultimo nodo della sottofamiglia Pooideae ad essersi evoluto (gli altri precedenti sono la tribù Brachyelytreae, e le supertribù Nardodae, Melicodae, Stipodae e Triticodae).
La sottotribù Ventenatinae nell'attuale circoscrizione appartiene al gruppo con le sequenze dei plastidi di tipo "Poeae" (definito "Poeae chloroplast groups 2 ") ed è circoscritta nella supersottotribù Poodinae Soreng & L.J. Gillespie, 2017 (chiamata anche PAM clade). La supersottotribù Poodinae comprendente alcune sottotribù (Poinae, Miliinae, Phleinae e Avenulinae) e il gruppo denominato "ABCV clade" comprendente (in posizione politomica) le sottotribù Beckmanniinae, Cinninae, Alopecurinae, Ventenatinae e altri cladi minori. Ulteriori studi sono necessari per avere informazioni più dettagliate e precise in quanto la struttura sopra descritta non è l'unica che emerge dalle analisi filogenetiche attuali.
Dalle analisi filogenetiche Apera può essere strettamente correlata a Nephelochloa e Bellardiochloa; inoltre Bellardiochloa e Nephelochloa in alcune analisi formano un "gruppo fratello". In precedenti studi i generi di questo gruppo erano descritti nella sottotribù Poinae (ora composta dal solo genere Poa).
Le seguenti sinapomorfie sono relative a tutta la sottofamiglia (Pooideae):
- la fillotassi dell'inflorescenza inizialmente è a due livelli;
- le spighette sono compresse lateralmente;
- i margini embrionali della foglia non si sovrappongono;
- l'embrione è privo della fessura scutellare.

Le sinapomorfie relative alla tribù Poeae sono:
- l'ilo è puntiforme;
- dei lipidi (grassi) sono presenti nell'endosperma;
- le lodicule sono prive di ciglia;
- l'ovario è glabro.

Per le specie di questa voce sono state trovate le seguenti sinapomorfie:
- Ventenata:  il fiore più prossimale rimane sulla pianta dopo che gli altri fiori sono stati disarticolati, e alla fine cade con le glume.
- Nephelochloa: uno o due gruppi di rami prossimali dell'infiorescenza sono generalmente sterili; gli stami sono due.

Il cladogramma seguente, tratto dallo studio citato, mostra una possibile configurazione filogenetica della sottotribù.
|  | \| \| Nephelochloa \| \| \| \| \| \| Aspera \| \| \| \| |
|  |                                                         |
|  | Bellardiochloa                                          |
|  |                                                         |
|  | Nephelochloa                                            |
|  |                                                         |
|  | Aspera                                                  |
|  |                                                         |

|  | Nephelochloa |
|  |              |
|  | Aspera       |
|  |              |

|  | \| \| Nephelochloa \| \| \| \| \| \| Aspera \| \| \| \| |
|  |                                                         |
|  | Bellardiochloa                                          |
|  |                                                         |
|  | Nephelochloa                                            |
|  |                                                         |
|  | Aspera                                                  |
|  |                                                         |

|  | Nephelochloa |
|  |              |
|  | Aspera       |
|  |              |

|  | \| \| Nephelochloa \| \| \| \| \| \| Aspera \| \| \| \| |
|  |                                                         |
|  | Bellardiochloa                                          |
|  |                                                         |
|  | Nephelochloa                                            |
|  |                                                         |
|  | Aspera                                                  |
|  |                                                         |

|  | Nephelochloa |
|  |              |
|  | Aspera       |
|  |              |

|  | \| \| Nephelochloa \| \| \| \| \| \| Aspera \| \| \| \| |
|  |                                                         |
|  | Bellardiochloa                                          |
|  |                                                         |
|  | Nephelochloa                                            |
|  |                                                         |
|  | Aspera                                                  |
|  |                                                         |

|  | Nephelochloa |
|  |              |
|  | Aspera       |
|  |              |

### Specie della flora italiana
Nella flora spontanea della penisola italiana sono presenti i seguenti generi/specie di questo gruppo:
- Apera: 2 specie.
- Bellardiochloa: una specie (Bellardiochloa variegata (Lam.) Kerguelen)
- Parvotrisetum: una specie (Parvotrisetum myrianthum (Bertol.) Chrtek)
- Ventanata: una specie (Ventanata dubia (Leers) Coss.)